# Mangabei d'Osman Hill
El mangabei d'Osman Hill (Lophocebus osmani) és una espècie de mangabei de la família dels cercopitècids. Anteriorment se'l considerava una subespècie del mangabei de galtes grises (L. albigena). Fou anomenat en honor de William Charles Osman Hill, un primatòleg, antropòleg i anatomista del segle xx.